# Vilamaniscle

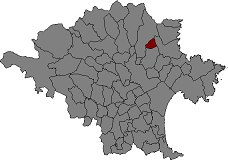
Położenie gminy na mapie comarki Alt Empordà.

Vilamaniscle – gmina w Hiszpanii,  w Katalonii, w prowincji Girona, w comarce Alt Empordà.
Powierzchnia gminy wynosi 5,46 km². Zgodnie z danymi INE, w 2005 roku liczba ludności wynosiła 168, a gęstość zaludnienia 30,77 osoby/km². Wysokość bezwzględna gminy równa jest 169 metrów. Współrzędne geograficzne gminy to 42°22'38"N, 3°4'8"E.

## Demografia
| 1991 | 1996 | 2001 | 2004 | 2005 |
| ---- | ---- | ---- | ---- | ---- |
| 126  | 128  | 142  | 160  | 168  |